# Annabelle Ewing

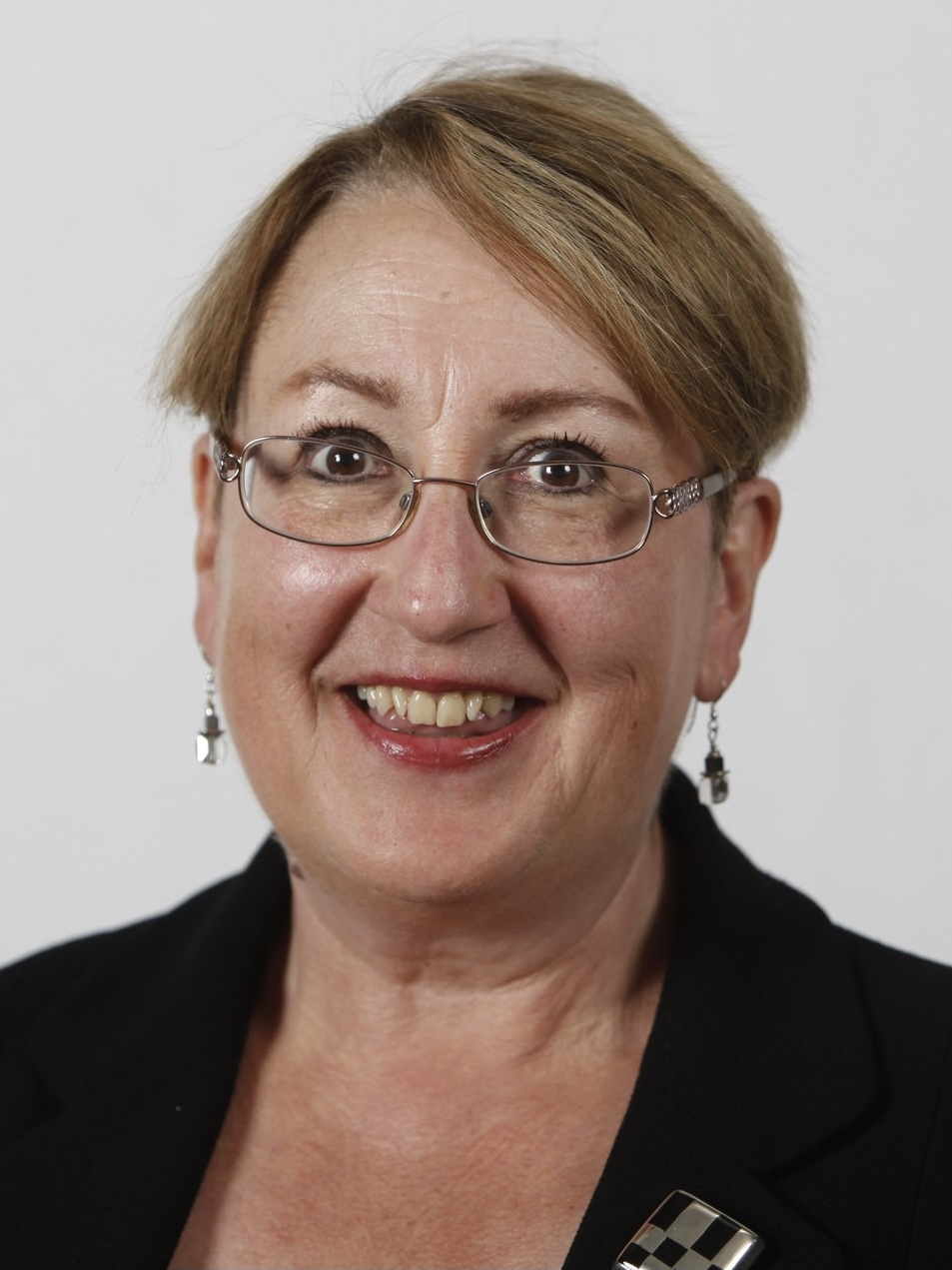
Annabelle Ewing

Annabelle Ewing (* 20. August 1960) ist eine schottische Politikerin und Mitglied der Scottish National Party (SNP).
Ewing besuchte die Craigholme School und studierte anschließend an der Universität Glasgow Europäisches Recht. Nachfolgend erwarb sie Diplome in Internationalen Beziehungen (Universität Bologna), Europäischer Integration (Universität Amsterdam) und Jura (Universität Glasgow). Sie war in Saltcoats als Solicitor tätig und schloss sich anschließend für zehn Jahre einer Kanzlei in Brüssel an. Dann zog sie zurück nach Glasgow, um in einer kleinen Kanzlei zu arbeiten. Annabelle Ewing ist Tochter der Politikerin Winnie Ewing, Schwester des Politikers Fergus Ewing und verschwägert mit der Politikerin Margaret Ewing.

## Unterhauswahlen
Erstmals kandidierte Ewing bei den Unterhauswahlen 2001 für die SNP im Wahlkreis Perth, den ihre Parteikollegin Roseanna Cunningham zuvor gehalten hatte. Sie gewann die Wahl mit einem Vorsprung von nur 48 Stimmen vor der Kandidatin der Conservative Party und zog in das House of Commons ein. Nach Ende der Legislaturperiode wurde der Wahlkreis aufgelöst. Zu den Unterhauswahlen 2005 und 2010 kandidierte Ewing für den Wahlkreis Ochil and South Perthshire, unterlag jedoch jeweils dem Kandidaten der Labour Party, Gordon Banks.

## Wahlen zum Schottischen Parlament
Für den Einzug in das Schottische Parlament kandidierte Ewing erstmals bei den Wahlen 1999 für den Wahlkreis Stirling, musste sich aber der Labour-Kandidatin Sylvia Jackson geschlagen geben. Zu den Parlamentswahlen 2007 kandidierte Ewing für den Wahlkreis Falkirk East, unterlag jedoch Cathy Peattie von der Labour Party. Bei den Parlamentswahlen 2011 trat Ewing auf der Regionalliste der Wahlregion Mid Scotland and Fife an und errang bei dieser Wahl das einzige Listenmandat der Region für die SNP.